# Neomochtherus ochriventris
Neomochtherus ochriventris caucasicus là một phân loài ruồi trong họ Asilidae. Neomochtherus ochriventris caucasicus được Tsacas miêu tả năm 1968. Phân loài này phân bố ở vùng Cổ Bắc giới.